# Komoča
Komoča és un poble i municipi d'Eslovàquia que es troba a la regió de Nitra, al districte de Nové Zámky. Compta amb una població de 947 habitants.

## Història
La primera menció escrita de la vila es remunta al 1416.

## Demografia
| Godina             | 1994 | 2004   | 2014   | 2024   |
| ------------------ | ---- | ------ | ------ | ------ |
| Nombre de persones | 968  | 924    | 940    | 930    |
| Diferència         |      | −4,54% | +1,73% | −1,06% |

| Godina             | 2023 | 2024   |
| ------------------ | ---- | ------ |
| Nombre de persones | 922  | 930    |
| Diferència         |      | +0,86% |